# Wangenbourg-Engenthal
Wangenbourg-Engenthal ([vaŋɡənbuʁ ɛŋɡəntal]; Wangenburg-Engental en allemand prononcé localement Wongeburi-Angedol en alsacien) est une commune française, située dans la circonscription administrative du Bas-Rhin et, depuis le 1er janvier 2021, dans le territoire de la Collectivité européenne d'Alsace, en région Grand Est.
Cette commune se trouve dans la région historique et culturelle d'Alsace.

## Géographie
Surnommée la Suisse d'Alsace en raison de la similarité de ses paysages et de son habitat dispersé, la commune regroupe différents hameaux : Engenthal-le-Bas, Engenthal-le-Haut (formant l'ancienne commune d'Engenthal), Wolfsthal, Windsbourg, Obersteigen et Wangenbourg. Située dans le massif des Vosges, son point culminant est le Schneeberg (961 m). La route départementale 218 qui raccorde la vallée de la Bruche à Saverne constitue l'épine dorsale qui relie les différents hameaux. La rivière Mossig prend sa source sur le ban communal.
Une ligne d'autocars du réseau Fluo Grand Est dessert la commune en plusieurs points d'arrêts. La gare ferroviaire la plus proche se situe à Saverne.
| Reinhardsmunster | Hengwiller            | Birkenwald Allenwiller  |
| Dabo Moselle     | Wangenbourg-Engenthal | Romanswiller Cosswiller |
|                  | Oberhaslach           | Still                   |

### Écarts et lieux-dits

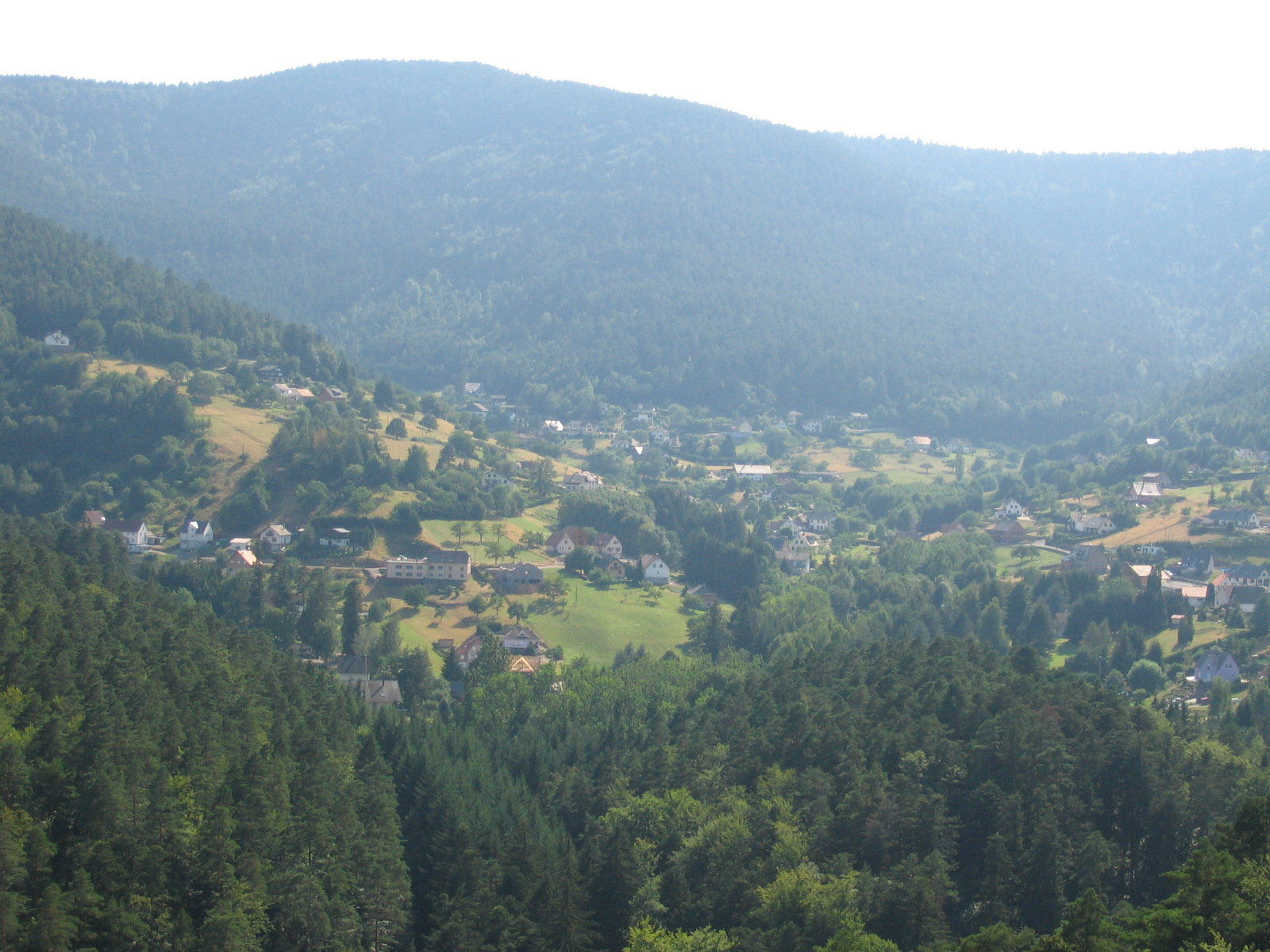
Le hameau de Schneethal.

- Engenthal-le-Bas ;
- Engenthal-le-Haut ;
- Freudeneck (Fröüdeneck) ;
- les Huttes ;
- Obersteigen (Ower schtéie) ;
- Schneethal (Schneedol) ;
- Windsbourg (de Winschburi) ;
- Wolfsthal.

### Hydrographie
La commune est dans le bassin versant du Rhin au sein du bassin Rhin-Meuse. Elle est drainée par la Mossig, le ruisseau de la Sommerau, le ruisseau du Bois du Baron et le ruisseau Mittelberbach,.
La Mossig, d'une longueur totale de 33,1 km, prend sa source dans la commune  et se jette  dans la Bruche à Avolsheim, après avoir traversé 13 communes. 

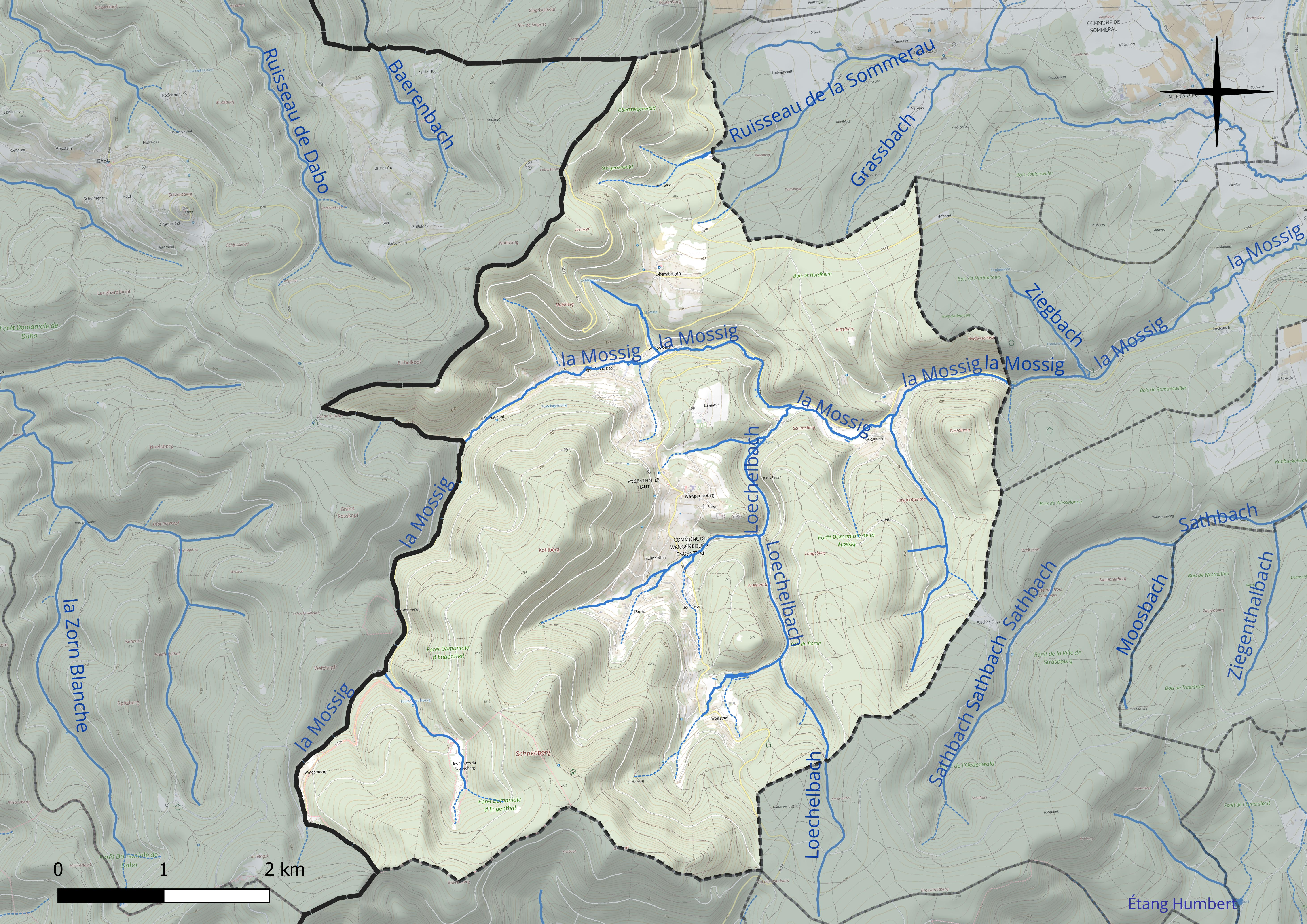
Réseau hydrographique de Wangenbourg-Engenthal.

### Climat
Pour des articles plus généraux, voir Climat du Grand Est et Climat du Bas-Rhin.
En 2010, le climat de la commune est de type climat de montagne, selon une étude du Centre national de la recherche scientifique s'appuyant sur une série de données couvrant la période 1971-2000. En 2020, Météo-France publie une typologie des climats de la France métropolitaine dans laquelle la commune est exposée à un climat semi-continental et est dans la région climatique  Vosges, caractérisée par une pluviométrie très élevée (1 500 à 2 000 mm/an) en toutes saisons et un hiver rude (moins de 1 °C). 
Pour la période 1971-2000, la température annuelle moyenne est de 9,3 °C, avec une amplitude thermique annuelle de 16,4 °C. Le cumul annuel moyen de précipitations est de 1 116 mm, avec 12,3 jours de précipitations en janvier et 11,2 jours en juillet. Pour la période 1991-2020, la température moyenne annuelle observée sur la station météorologique installée sur la commune est de 9,9 °C et le cumul annuel moyen de précipitations est de 1 131,8 mm. 
La température maximale relevée sur cette station est de 36,4 °C, atteinte le 25 juillet 2019 ; la température minimale est de −16,9 °C, atteinte le 7 février 2012,,. 
| Mois                                  | jan.             | fév.           | mars           | avril         | mai             | juin         | jui.          | août           | sep.           | oct.            | nov.             | déc.           | année      |
| ------------------------------------- | ---------------- | -------------- | -------------- | ------------- | --------------- | ------------ | ------------- | -------------- | -------------- | --------------- | ---------------- | -------------- | ---------- |
| Température minimale moyenne (°C)     | −1,2             | −0,8           | 1,9            | 4,9           | 8,8             | 12,1         | 14,2          | 14,1           | 10,5           | 6,8             | 2,6              | −0,1           | 6,2        |
| Température moyenne (°C)              | 1,3              | 2,1            | 5,6            | 9,5           | 13,4            | 17           | 18,9          | 18,8           | 14,7           | 10,1            | 5,1              | 2,2            | 9,9        |
| Température maximale moyenne (°C)     | 3,8              | 5,1            | 9,3            | 14,1          | 18              | 21,8         | 23,7          | 23,5           | 18,8           | 13,3            | 7,7              | 4,6            | 13,6       |
| Record de froid (°C) date du record   | −14,5 01.01.1997 | −16,9 07.02.12 | −14,4 01.03.05 | −6,2 08.04.03 | −0,1 05.05.1996 | 3,8 08.06.05 | 7,1 31.07.07  | 5,2 30.08.1998 | 2,8 18.09.1996 | −5,3 29.10.1997 | −11,4 23.11.1998 | −15,5 19.12.09 | −16,9 2012 |
| Record de chaleur (°C) date du record | 16,8 01.01.23    | 19,1 25.02.21  | 23,8 31.03.21  | 27,5 22.04.18 | 31,2 20.05.22   | 35 30.06.19  | 36,4 25.07.19 | 36,3 08.08.03  | 31,1 15.09.20  | 27,2 13.10.23   | 20,8 02.11.20    | 17,7 31.12.22  | 36,4 2019  |
| Précipitations (mm)                   | 102,7            | 97,4           | 96,3           | 72,1          | 97,9            | 80,4         | 85,4          | 82,4           | 83,1           | 102,1           | 105,8            | 126,2          | 1 131,8    |

| Diagramme climatique                                  |             |            |             |           |              |              |              |              |              |             |              |
| J                                                     | F           | M          | A           | M         | J            | J            | A            | S            | O            | N           | D            |
| 3,8−1,2102,7                                          | 5,1−0,897,4 | 9,31,996,3 | 14,14,972,1 | 188,897,9 | 21,812,180,4 | 23,714,285,4 | 23,514,182,4 | 18,810,583,1 | 13,36,8102,1 | 7,72,6105,8 | 4,6−0,1126,2 |
| Moyennes : • Temp. maxi et mini °C • Précipitation mm |             |            |             |           |              |              |              |              |              |             |              |

Les paramètres climatiques de la commune ont été estimés pour le milieu du siècle (2041-2070) selon différents scénarios d'émission de gaz à effet de serre à partir des nouvelles projections climatiques de référence DRIAS-2020. Ils sont consultables sur un site dédié publié par Météo-France en novembre 2022.

## Urbanisme

### Typologie
Au 1er janvier 2024, Wangenbourg-Engenthal est catégorisée commune rurale à habitat dispersé, selon la nouvelle grille communale de densité à sept niveaux définie par l'Insee en 2022.
Elle est située hors unité urbaine. Par ailleurs la commune fait partie de l'aire d'attraction de Strasbourg (partie française), dont elle est une commune de la couronne,. Cette aire, qui regroupe 268 communes, est catégorisée dans les aires de 700 000 habitants ou plus (hors Paris),.

### Occupation des sols
L'occupation des sols de la commune, telle qu'elle ressort de la base de données européenne d’occupation biophysique des sols Corine Land Cover (CLC), est marquée par l'importance des forêts et milieux semi-naturels (89,1 % en 2018), une proportion sensiblement équivalente à celle de 1990 (89,2 %). La répartition détaillée en 2018 est la suivante : forêts (89 %), zones urbanisées (7,2 %), zones agricoles hétérogènes (3,6 %), milieux à végétation arbustive et/ou herbacée (0,1 %). L'évolution de l’occupation des sols de la commune et de ses infrastructures peut être observée sur les différentes représentations cartographiques du territoire : la carte de Cassini (XVIIIe siècle), la carte d'état-major (1820-1866) et les cartes ou photos aériennes de l'IGN pour la période actuelle (1950 à aujourd'hui).

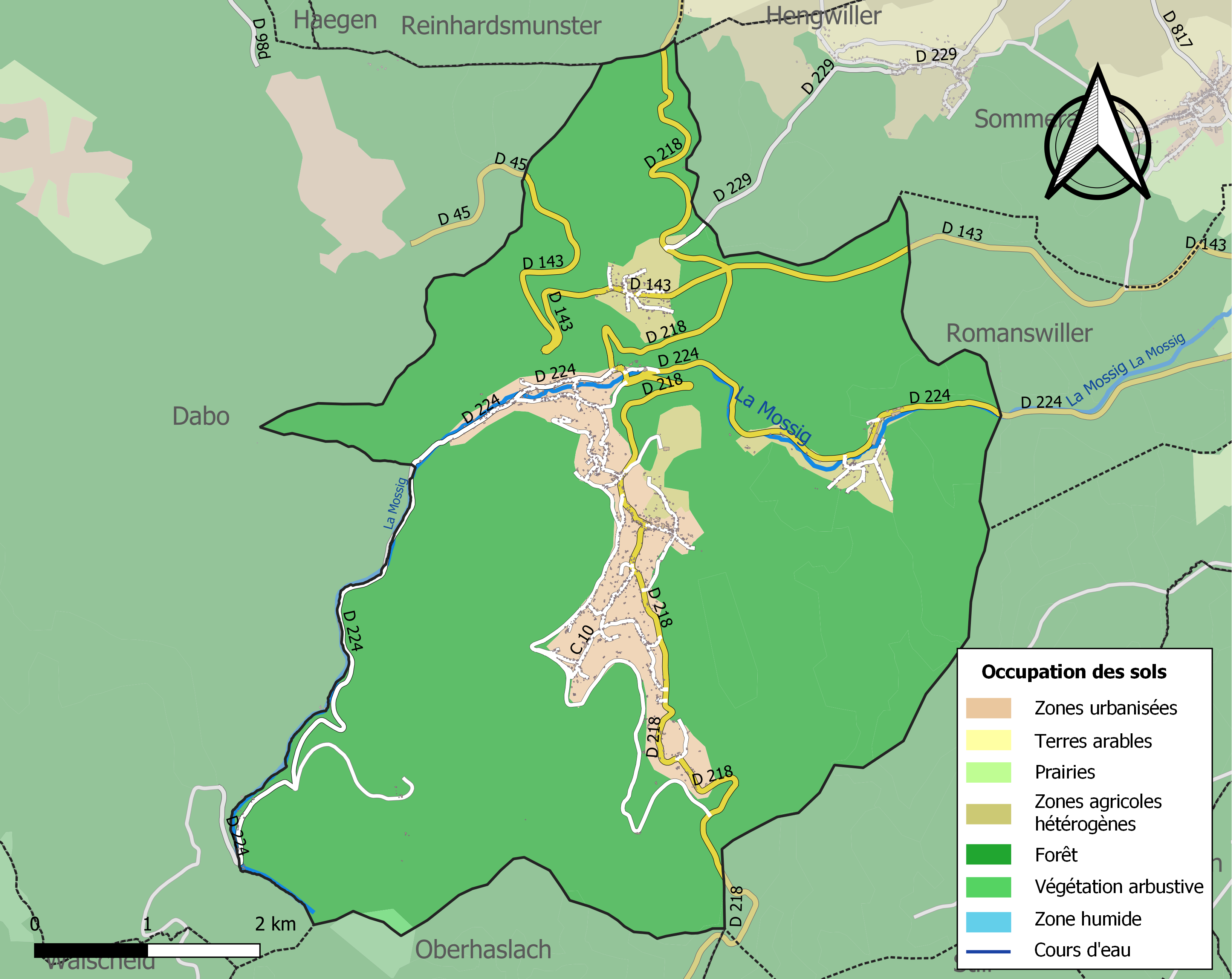
Carte des infrastructures et de l'occupation des sols de la commune en 2018 (CLC).

## Histoire
En 1701, Schneethal et Wolfsthal formaient une seule et même commune, sous le nom de Schneewölflingerthal.
Cette dénomination provient du premier habitant de la commune qui s'appelait Wölflinger.
Le colonel de Gaulle a vécu durant huit mois à Wangenbourg, il était alors, sous le commandement du général Jean de Lattre de Tassigny, affecté à la 5e armée stationnée dans la ville. D'autres personnages célèbres des années 1930 et 1940 se sont succédé à Wangenbourg, dont le radical Édouard Daladier, le socialiste Léon Blum, le président Albert Lebrun ou encore le duc de Windsor.
Le 1er novembre 1974, la commune d'Engenthal fusionne avec celle de Wangenbourg pour devenir Wangenbourg-Engenthal.

### Héraldique
| Blason de Wangenbourg-Engenthal | Les armoiries de Wangenbourg-Engenthal sont formées de deux écus qui se blasonnent : 1 : de gueules au lion d'argent. 2 : écartelé : au premier et au quatrième d’azur à trois aigles d‘argent surmontées d’un lambel de gueules ; au deuxième et au troisième d’argent au lion de sable chargé d’un rais d’escarboucle d’or, à la bordure de gueules; brochant sur le tout un écusson de gueules à la croix d’argent. |

## Économie
Classée Station Verte, Wangenbourg-Engenthal tire ses ressources essentiellement du tourisme. 300 km de sentiers de randonnée pédestre, 120 km de sentiers VTT, 75 km de pistes de ski de fond, une offre d'hébergement importante et variée contribuent à faire de la commune une station touristique réputée tant régionalement (300 résidences secondaires) qu'internationalement.
À noter la présence de quelques scieries encore en activité ; Wangenbourg est sur la Route du bois.

### Services à la population
La commune dispose encore de quelques commerces et services de proximité : poste, boucherie, agence bancaire. Une école primaire accueille quelques classes, mais les collégiens doivent se rendre à Wasselonne et les lycéens dépendent de Saverne.
La ligne de bus 230-232 relie la ville à Strasbourg via Wasselonne. Cette ligne est exploitée par la CTBR, société filiale de la Compagnie des transports strasbourgeois.

## Politique et administration
| Période                                  | Période  | Identité     | Étiquette | Qualité                                         |
| ---------------------------------------- | -------- | ------------ | --------- | ----------------------------------------------- |
| mars 2001                                | En cours | Daniel Acker | DVD       | Retraité Président de la communauté de communes |
| Les données manquantes sont à compléter. |          |              |           |                                                 |

### Jumelages
- Lanvallay (France) depuis 1990.

## Démographie
L'évolution du nombre d'habitants est connue à travers les recensements de la population effectués dans la commune depuis 1793. Pour les communes de moins de 10 000 habitants, une enquête de recensement portant sur toute la population est réalisée tous les cinq ans, les populations de référence des années intermédiaires étant quant à elles estimées par interpolation ou extrapolation. Pour la commune, le premier recensement exhaustif entrant dans le cadre du nouveau dispositif a été réalisé en 2006.

En 2022, la commune comptait 1 339 habitants, en évolution de −2,12 % par rapport à 2016 (Bas-Rhin : +3,17 %, France hors Mayotte : +2,11 %).
| 1793 | 1800 | 1806 | 1821 | 1831 | 1836 | 1841 | 1846 | 1851 |
| ---- | ---- | ---- | ---- | ---- | ---- | ---- | ---- | ---- |
| 560  | 558  | 666  | 676  | 789  | 952  | 863  | 938  | 933  |

| 1856 | 1861  | 1866  | 1871  | 1875  | 1880  | 1885  | 1890  | 1895  |
| ---- | ----- | ----- | ----- | ----- | ----- | ----- | ----- | ----- |
| 892  | 1 007 | 1 109 | 1 116 | 1 112 | 1 141 | 1 093 | 1 130 | 1 192 |

| 1900  | 1905  | 1910  | 1921  | 1926  | 1931  | 1936  | 1946  | 1954  |
| ----- | ----- | ----- | ----- | ----- | ----- | ----- | ----- | ----- |
| 1 230 | 1 310 | 1 194 | 1 171 | 1 201 | 1 222 | 1 166 | 1 142 | 1 067 |

| 1962  | 1968  | 1975  | 1982  | 1990  | 1999  | 2006  | 2011  | 2016  |
| ----- | ----- | ----- | ----- | ----- | ----- | ----- | ----- | ----- |
| 1 040 | 1 003 | 1 244 | 1 176 | 1 159 | 1 182 | 1 361 | 1 362 | 1 368 |

| 2021  | 2022  | - | - | - | - | - | - | - |
| ----- | ----- | - | - | - | - | - | - | - |
| 1 337 | 1 339 | - | - | - | - | - | - | - |

## Lieux et monuments
- Château de Wangenbourg : donjon et ruines du XIIIe siècle.

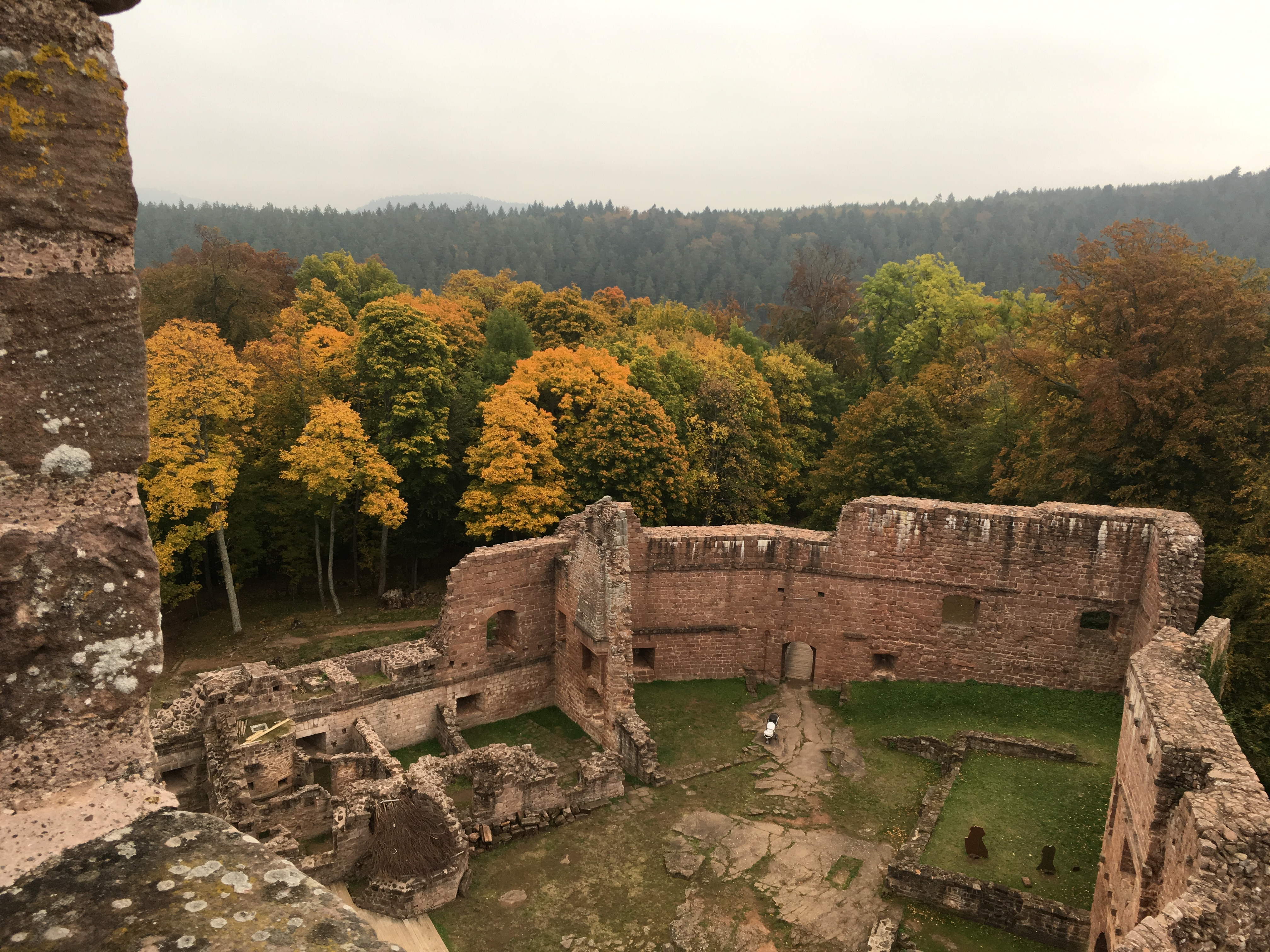
Wangenbourg, le château vu du donjon.

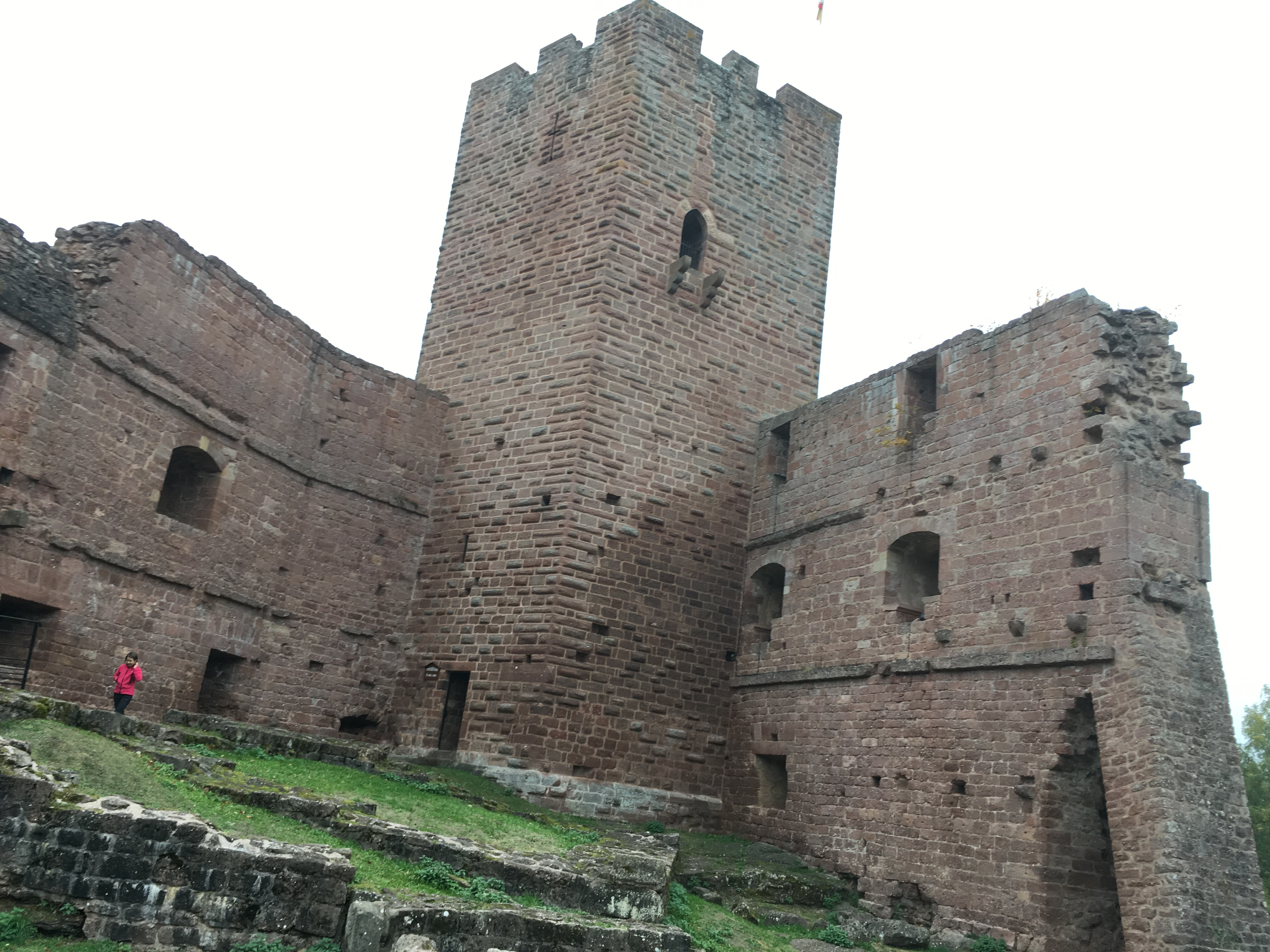
Wangenbourg, le château.

- Chapelle Sainte-Marie-de-l'Assomption à Obersteigen.

- Symposium de sculptures Géants du Nideck - 2005.
- Monastère d'Obersteigen.

## Personnalités liées à la commune
- Gabriel Hanot fut l'une des meilleures plumes sportives françaises du XXe siècle. Il aida activement à l'adoption du professionnalisme en 1932 et mit au monde la Coupe d'Europe des champions européens. Il a passé la fin de sa vie à Wangenbourg où il fut enterré.
- Charles de Gaulle vécut à Wangenbourg.

## Sport
Le village de Wangenbourg possède sa propre association sportive l'USWE (Union Sportive de Wangenbourg-Engenthal). On y trouve plusieurs équipes de basketball (seniors masculins, féminins et les enfants), le sport de prédilection de la commune. Elles sont aussi regroupées sous le nom de Woodcutter, issu de la culture forestière des habitants. La première équipe date de 1936 et a été créée par l'abbé Alphonse Brand. La Seconde G mondiale et l'occupation allemande vont momentanément arrêter l'activité du club qui va reprendre en 1946. À l'origine le terrain se trouvait derrière l'église, puis derrière chez un restaurateur du village jusqu'à l'inauguration de la salle polyvalente en 1978. Plusieurs titres ont été remportés : champions du Bas-Rhin et d'Alsace pour les seniors masculins en 1976 et 1978, les benjamins sont champions du Bas-Rhin en 1983 et d'Alsace en 1985 et les poussines en 1988. En division Honneur départementale, les hommes sont sacrés vice-champions du Bas-Rhin en 2009.